# 红条毛肤石鳖
红条毛肤石鳖（学名：Acanthochitona rubrolineata）是新石鳖亞綱石鳖目毛肤石鳖科毛肤石鳖属的一种。

## 分佈及棲息地
本物種最北的分佈地位於俄羅斯面向日本海的遠東地區海灣，主要分佈於韩国、中国大陆、台湾，常栖息在潮间带。